# Kriangkrai Chasang
Kriangkrai Chasang (thailändisch เกรียงไกร ชาสังข์, * 25. Januar 1988 in Sakon Nakhon) ist ein thailändischer Fußballspieler.

## Karriere
Kriangkrai Chasang erlernte das Fußballspielen in der Schulmannschaft des Assumption College in Si Racha sowie in der Jugendmannschaft von Bangkok United. Hier unterschrieb er 2006 auch seinen ersten Profivertrag. Der Verein aus der thailändischen Hauptstadt Bangkok spielte in der ersten Liga des Landes, der Thai Premier League. Ende 2010 musste er mit Bangkok in die zweite Liga absteigen. 2012 wurde er mit dem Verein Tabellendritter der Thai Premier League Division 1 und stieg somit wieder in die erste Liga auf. Nach dem Aufstieg verließ er Bangkok und schloss sich Anfang 2013 dem Erstligisten Songkhla United FC aus Songkhla an. Nachdem er in Sonkhla nicht zum Einsatz gekommen war, wechselte er Mitte 2013 zum Zweitligisten Phuket FC. Mit dem Klub aus Phuket spielte er 16-mal in der zweiten Liga. 2014 nahm ihn der Ligakonkurrent Bangkok FC unter Vertrag. Für Bangkok stand er 24-mal in der zweiten Liga auf dem Spielfeld. Der Erstligist Army United, der ebenfalls in Bangkok beheimatet war, nahm ihn 2015 unter Vertrag. Hier unterschrieb er einen Zweijahresvertrag. Ende 2016 stieg er mit der Army in die zweite Liga ab. Nach dem Abstieg wechselte er Anfang 2017 zum Erstligisten Thai Honda Ladkrabang. Mit dem Bangkoker Verein musste er am Ende der Saison den Weg in die Zweitklassigkeit antreten. Ende 2019 gab Thai Honda bekannt, dass man sich aus dem Ligabetrieb zurückzieht. Seit Anfang 2020 ist er vertrags- und vereinslos.